# 马丁·格拉泽
马丁·格拉泽（Martin Grase，1891年5月3日 - 1963年8月3日）是第二次世界大战期间的一位德军将领，曾擔任第1步兵師以及第1軍指揮官參與波蘭戰役、法國戰役、巴巴羅薩行動以及列寧格勒圍城戰並获颁騎士鐵十字勳章。